# Танец смерти (фильм, 1980)
«Танец смерти» (кит. трад. 舞拳, палл. У цюань, буквально: «Кулак танца», англ. Dance of Death) — тайваньский фильм режиссёра Чэнь Чжихуа. Премьера фильма на Тайване состоялась 4 июля 1980 года. Постановкой боевых сцен занимался Джеки Чан.

## Сюжет
Девушка-сирота по имени Фэй-фэй, переодетая в парня, обманом заставляет двух мастеров кунг-фу, Лу и Ху, научить её своим стилям кунг-фу. Они, устраивая поединки последние двадцать лет в попытке выявить лучшего, соглашаются обучить её для того, чтобы она смогла использовать каждую из двух техник и решить, какая лучше. В действительности она хочет использовать полученные навыки ради мести шайке, виновной в смерти людей из её клана.
Фэй-фэй тренируется у своих учителей, познавая технику «кулак персика», бой с помощью шеста и другие стили. Девушка вступает в драку с тремя членами Птичьего клана и одерживает победу, в то время как двое её учителей наблюдают и подсчитывают, чью технику она использует. Затем она бьётся с парнем по прозвищу Птичье Яйцо, использующим «ленивую змею», «стиль чайки» и другие стили животных. Одолев его, Фэй-фэй идёт к Ма Фачуню, главе банды, ответственной за разрушение её клана. Мстительница применяет «кулак персика» против «техники бешеной лошади» Фачуня, но проигрывает. На помощь приходят Лу и Ху, после чего троице удаётся уйти.
Лу и Ху придумывают женский стиль кунг-фу, основанный на танце, который они видели в борделе, в то время как Фачунь преподаёт своему ученику, Шуй Чанлю, «технику бешеной лошади». Фачунь и Чанлю настигают Фэй-фэй, когда та практикует новоизобретённый стиль. Она побеждает Чанлю с невольной помощью его учителя. Появляются Лу и Ху и советуют ученице использовать технику танца. Та, в свою очередь, настаивает на музыке, поэтому учителя играют для неё, и Фэй-фэй начинает побеждать. Фачунь нападает на «музыкантов» в попытке остановить музыку, но наталкивается на сопротивление троицы. Лу и Ху калечат ногу соперника и просят кунгфуистку добить его. Она использует свой собственный стиль, «шесть танцующих девушек разом», и удушает Фачуня его же косой. В конце концов девушка рассказывает учителям правду, и они беззлобно осознают, что их использовали.

## В ролях
- Анждела Мао — Фэй-фэй
- Дин Сэк[англ.] — Птичье Яйцо
- Сюй Булэ[кит.] — Лу
- Пол Чхёнь[англ.] — Гу Чжэнъюань
- Цзя Кай — Ма Фачунь
- Ван Тайлан — Ху
- Сунь Жунци — Шуй Чанлю
- Гэ Пао — Ло Гуаньтянь
- Сяо Яо — Лунъюй
- Юй Сунчжао — учитель

## Съёмочная группа
- Кинокомпания: Fortuna Film Co.
- Продюсер: Янь Удун
- Режиссёр: Чэнь Чжихуа
- Ассистент режиссёра: Чэнь Чжухуан
- Постановка боёв: Джеки Чан, Вон Иу, Пэн Ган, Чжао Чжунсин, Сюнь Саньчхён
- Сценарий: Чжан Синьи, Яо Цинкан
- Композитор: Чау Фуклён
- Оператор: Чань Чунъюнь
- Монтажёр: Куок Тхинхун
- Гримёр: Чэн Юйфэн
- Дизайнер по костюмам: Чю Чинмань

## Отзывы
Критик с сайта Far East Films ставит картине полторы звезды из пяти. По его мнению, плоха комедийная составляющая, игра Анджелы Мао на среднем уровне, но финал достоин внимания, поскольку «в нём есть редкий проблеск творчества Джеки Чана». Авторы книги The Encyclopedia of Martial Arts Movies делают следующее заключение: 
Этот фильм имеет одну из самых бестолковых финальных сцен с поединками, которую мы когда-либо видели, наряду с надлежащими звуковыми эффектами, соответствующими каждому показанному стилю. Анджела Мао выдаёт одну из её лучших и наиболее привлекательных актёрских работ. Боевые искусства, хореография, актёрское мастерство и юмор — все на четыре звезды, но монтаж с рывками (катушка могла быть переключена) и практически нулевые натурные съёмки заставляют нас понизить наш рейтинг до трёх с половиной звёзд.